# Tanja Gutmann
Tanja Gutmann (Aarberg, 22 gennaio 1979) è un'attrice, modella e conduttrice televisiva svizzera, vincitrice del titolo di Miss Svizzera nel 1997.

## Biografia
Tanja Gutmann fu eletta Miss Svizzera nel 1997. Successivamente alla vittoria del titolo frequentò, tra il 1998 ed il 2001 la European Film Actor School di Zurigo, cominciando poi a lavorare alternando l'attività di conduttrice televisiva (su Tele M1, SRF 1, TeleBärn, Sat 1) e di attrice, in particolare in film TV e serie TV di produzione tedesca.
Nel 2002 le fu diagnosticato un tumore al cervello, da cui è guarita. Ha avuto un figlio dal fotografo Siro Micheroli, a cui è stata legata sentimentalmente fino al 2016.